# گاسترودین
گاسترودین (به انگلیسی: Gastrodin) با فرمول شیمیایی C۱۳H۱۸O۷ یک ترکیب شیمیایی با شناسه پاب‌کم ۱۱۵۰۶۷ است. که جرم مولی آن ۲۸۶٫۲۷ g/mol می‌باشد. 